# 马里奥·梅迪纳
马里奥·梅迪纳（西班牙語：Mario Medina，1952年9月2日—），墨西哥男子足球运动员，司职前锋。他曾代表墨西哥国家队参加1978年国际足联世界杯，结果队伍止步小组赛阶段。